# Slovensko protestantsko društvo Primož Trubar
Slovensko protestantsko društvo Primož Trubar je laično kulturno društvo, ki je bilo ustanovljeno leta 1994.
Društvo deluje iz prepričanja, da so slovenski protestanti ustvarili temelj, na katerem sta se razvili slovenska kultura in narodna samozavest.
Podružnice društva so na Rašici, v Murski Soboti in Mariboru.

## Delovanje
- Prizadeva si za kar najtemeljitejše in vsestransko seznanjanje slovenske družbe z vsebino in pomenom protestantskih dosežkov ter za ohranjanje tega pomembnega dela zgodovinskega spomina.
- S sodelovanjem pri javnih manifestacijah, zlasti ob prazniku dan reformacije, želi utrjevati splošno zavest o trajnih vrednotah slovenskega protestantizma.
- Spodbuja znanstveno preučevanje slovenskega protestantizma oziroma evangeličanstva in posredovanje znanstvenih izsledkov javnosti.
- Skrbi za znanstveno objavljanje starejših in manj dostopnih slovenskih protestantskih tiskov oziroma piscev.
- Spodbuja pretok informacij v javnih občilih in mu namenja svoje glasilo z naslovom Stati inu obstati.
- Daje predloge za poimenovanje javnih ustanov, ulic ipd. po uglednih slovenskih protestantih, za postavljanje spomenikov in spominskih plošč itn.
- Navezuje stike s sorodnimi organizacijami in prizadevanji doma in v tujini[1].